# Калашник Іван Петрович
Іван Петрович Калашник (нар. 20 травня 1945, місто Тростянець, тепер Сумської області) — український радянський діяч, машиніст тепловоза Тростянецького локомотивного депо станції Смородине Південної залізниці Сумської області. Депутат Верховної Ради УРСР 9—10-го скликань.

## Біографія
Освіта середня спеціальна. У 1964 році закінчив професійно-технічне училище.
З 1964 року — помічник машиніста тепловоза локомотивного депо станції Основа Південної залізниці Харківської області.
У 1964—1967 роках — служба в Радянській армії.
З 1967 року — помічник машиніста, машиніст тепловоза Тростянецького локомотивного депо станції Смородине Південної залізниці Сумської області.
Член КПРС.
Потім — на пенсії в місті Тростянці Сумської області.

## Нагороди
- орден Леніна (3.07.1986)
- орден Трудового Червоного Прапора
- медалі
- почесний залізничник СРСР